# غطاس كبير
غطاس كبير[بحاجة لمصدر] (الاسم العلمي: Podiceps major) (بالإنجليزية: Great Grebe)‏ هو نوع من الطيور يتبع جنس الغطاس من الفصيلة الغطاسية.